# Fischboedle
Le Fischboedle est un petit lac du versant alsacien des Vosges dans la vallée de la Wormsa. D'origine glaciaire, ce lac a été rehaussé vers 1850 par le manufacturier munstérien Jacques Hartmann pour servir de réserve à poissons, d’où son nom (fisch = poisson, boedle = bourbier ou dépression marécageuse). Il est traversé par le ruisseau Kaltenbrunnenrunz provenant du vallon de l'Ammelthal et affluent du Wormsabachrunz qui forme la cascade du Wasser-Felsen en amont du lac.
Le lac est bordé de nombreux sentiers de randonnée jalonnés par le Club vosgien.

## Caractéristiques
- Altitude : 794 m
- Surface : 0,5 ha
- Longueur maximale :
- Largeur maximale :
- Profondeur maximale : 4 m
- Capacité :

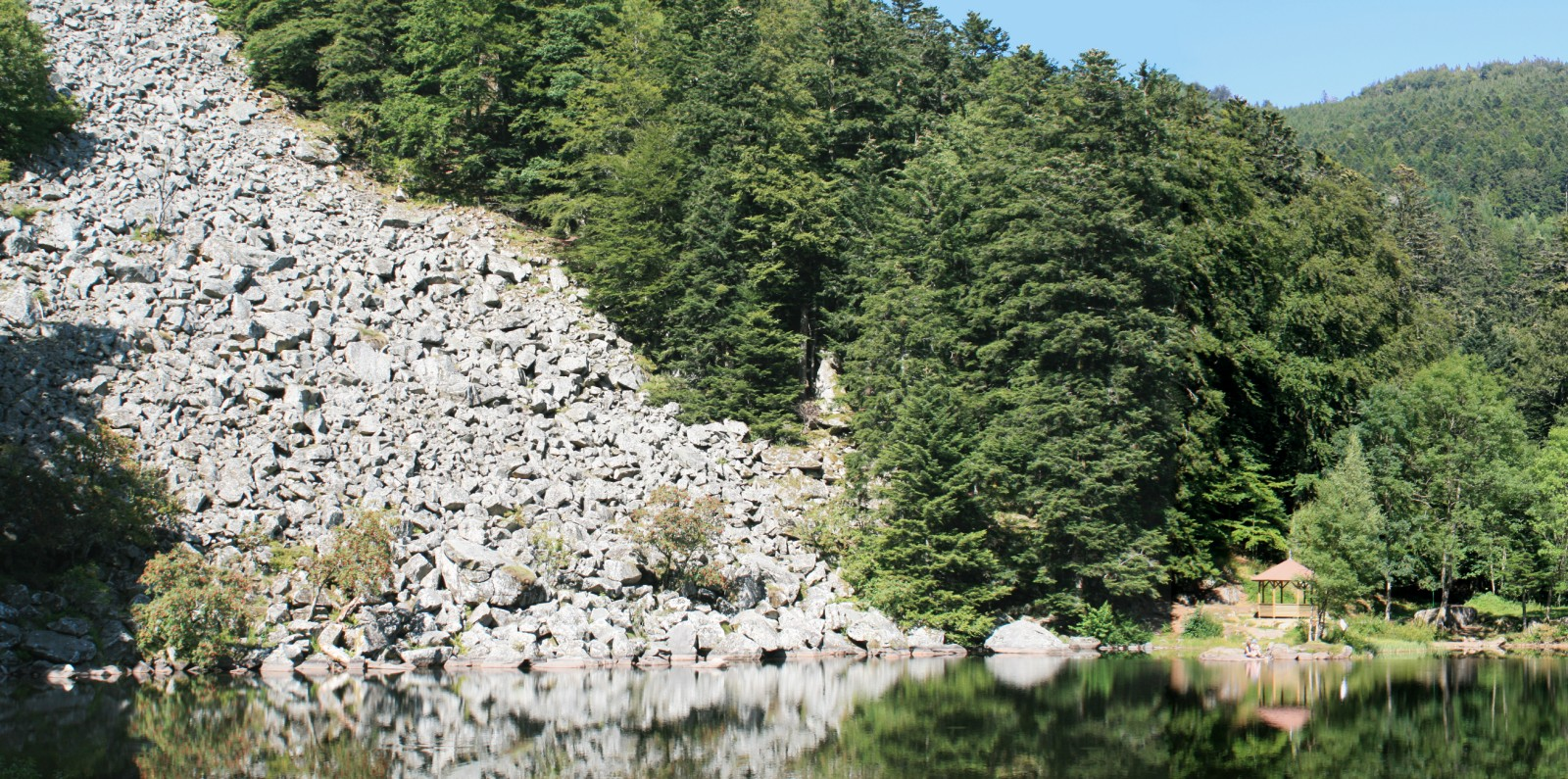
Le lac du Fischboedle au fond de la vallée de la Wormsa.